# 張世卿
张世卿（1043年—1116年），字虚白。归化州（今河北省张家口市宣化区）人。辽朝佛教居士。
张世卿兄弟六人，都早逝。辽道宗大安年间，发生饥荒，他以二千五百斛粟献给朝廷赈灾，授右班殿直，累迁至银青崇禄大夫、检校国子祭酒，兼监察御史、云骑尉。曾买地三顷作花园，内建佛院，请来僧众。每年四月二十九日，天祚帝生辰，在花园建道场一昼夜，具香花美馔，供养斋设。从春天到秋天，采花送佛寺。施药设粥济贫，长达十数年。在佛院开经坛及菩萨戒讲。天庆六年去世，时年七十四岁，依西天茶毗礼火化。其子张恭谦，隶属于北枢密院，敕留承应。其妻刘氏。孙子刘伸，其妻耶律氏；刘三庆。